# گیلرمو چاس

گیلرمو چاس (بوئنوس آیرس، ۲۷ ژوئیه ۱۹۹۰) وکیل، مشاور، استاد دانشگاه و سیاستمدار آرژانتینی است که رئیس فدراسیون دانشجویان دانشگاه کاتولیک آرژانتین بود و در حال حاضر به عنوان رئیس ستاد کاتولیک آرژانتین فعالیت می‌کند. او در دانشگاه کاتولیک پونتیفیکال در رشته حقوق تحصیل کرد و در ۲۹ ژوئن ۲۰۱۴ با نمره ممتاز فارغ‌التحصیل شد.